# Spaniophlebia escomeli
Spaniophlebia escomeli is een haft uit de familie Oligoneuriidae. De wetenschappelijke naam van de soort is voor het eerst geldig gepubliceerd in 1926 door Cockerell.
De soort komt voor in het Neotropisch gebied.